# Eparchia di Jakutsk

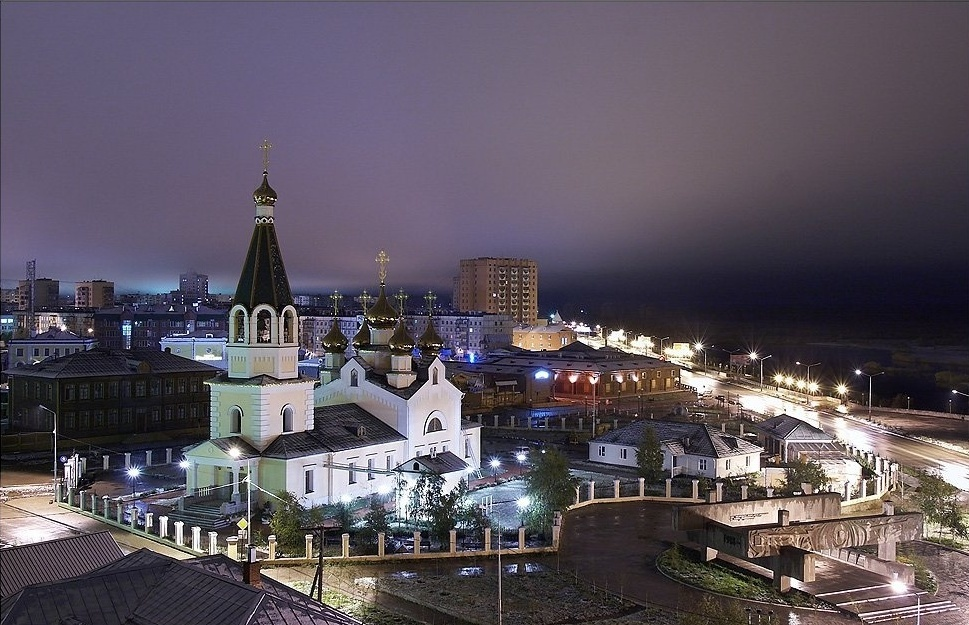
La cattedrale della Trasfigurazione di Jakutsk.

L'eparchia di Jakutsk (in russo Якутская епархия?) è una diocesi della Chiesa ortodossa russa.

## Territorio
L'eparchia comprende la repubblica di Sacha (Jacuzia) nel circondario federale dell'Estremo Oriente.
Sede eparchiale è la città di Jakutsk, dove si trova la cattedrale della Trasfigurazione.
L'eparca ha il titolo ufficiale di «eparca di Jakutsk e Lensk».

## Storia
L'eparchia è stata eretta dal Santo Sinodo della Chiesa ortodossa russa il 23 febbraio 1993.